# ブラッドリー・センター
ブラッドリー・センター（Bradley Center）は、アメリカ合衆国ウィスコンシン州ミルウォーキーの中心部にあった多目的アリーナ。ネーミングライツに基づき、BMO ハリス ブラッドリー センターとも呼称されていた。

## 概要
2018年までNBAミルウォーキー・バックスの本拠地であった。
また、1988年から2003年まではMISLのミルウォーキー・ウェーブ、1994年から2001年まではAFLのオリジナルのミルウォーキー・マスタングス、2009年から2012年までは同チームの第2世代、1989年から2002年まではバジャー・ショーダウン、 1988年から2016年まではAHL（以前はIHL）のミルウォーキー・アドミラルズの本拠地でもあった。
この施設では、主に職人からなる約50人のフルタイム従業員と、イベントの補助のために約700人のパートタイム従業員を雇用していた。
2018年8月下旬に新施設であるファイサーブ・フォーラムがオープンした後、ブラッドリー・センターは再開発のために解体され、現存しない。アリーナの備品やディスプレイボード、スコアボード、機器、スポーツやコンサートの記念品などがオークションにかけられた。

### 歴史
9,000万ドルの費用で1988年に完成。1950年に建設されたメッカアリーナ（現在の名称はUSセルラー・アリーナ）からの移転・建て替えという形だった。数十年に渡ってモーター制御装置などを製造してきた地元企業アレンブラッドリーの資本によって、ウィスコンシン州がオーナーとなった。最大収容人数はエンドステージでのコンサートで20,000人。大学バスケットボールは19,000人、NBAは18,717人、アイスホッケーは17,800人を収容することができる。
1993年、1997年、2006年にはNCAA男子アイスホッケー選手権のフローズンフォーが開催された。他にもWWEの興行も多く開催されており、数々の名勝負が繰り広げられている。

## 備考
- ブラッドリーセンターはマディソン・スクエア・ガーデンに次いで2番目に古くから使用されているNBAチームの本拠地である。